# Moment factoriel
En mathématiques et plus particulièrement en théorie des probabilités, le moment factoriel désigne l'espérance de la factorielle décroissante d'une variable aléatoire. Les moments factoriels sont utiles dans l'étude de variables aléatoires à valeurs dans l'ensemble des entiers naturels.
Les moments factoriels sont aussi utilisés dans le domaine mathématique de la combinatoire, pour étudier des structures mathématiques discrètes.

## Définition
Pour un entier naturel r, le r-ième moment factoriel d'une variable aléatoire X à valeurs réelles ou complexes est
{\displaystyle \mathbb {E} {\bigl [}(X)_{r}{\bigr ]}=\mathbb {E} {\bigl [}X(X-1)(X-2)\cdots (X-r+1){\bigr ]}}
où {\displaystyle \mathbb {E} } désigne l'espérance et
{\displaystyle (x)_{r}:=\underbrace {x(x-1)(x-2)\cdots (x-r+1)} _{r{\text{ termes}}}}
désigne la factorielle décroissante (on considère que {\displaystyle (x)_{0}=1} par convention). Pour que cette dernière espérance soit bien définie il faut par exemple que {\displaystyle (X)_{r}\geq 0} ou {\displaystyle \mathbb {E} [|(X)_{r}|]<\infty }.
A noter que, dans la définition, il n'est pas nécessaire que X soit à valeurs entières positives, même si bien souvent la notion de moment factoriel est utilisée dans le cadre de variables aléatoires à valeurs dans l'ensemble des entiers naturels.

## Exemples

### Loi de Poisson
Si une variable aléatoire X suit une loi de Poisson de paramètre λ, alors les moments factoriels de X sont donnés par
{\displaystyle \mathbb {E} {\bigl [}(X)_{r}{\bigr ]}=\lambda ^{r}}.
Cette formule est plutôt simple comparée à la formule des moments classiques qui fait intervenir les nombres de Stirling de seconde espèce.

### Loi binomiale
Si une variable aléatoire X suit une loi binomiale de paramètres n et p, alors les moments factoriels de X sont donnés par
{\displaystyle \mathbb {E} {\bigl [}(X)_{r}{\bigr ]}=(n)_{r}p^{r}}.

### Loi hypergéométrique
Si une variable aléatoire X suit une loi hypergéométrique de paramètres n, p et N, alors les moments factoriels de X sont donnés par
{\displaystyle \mathbb {E} {\bigl [}(X)_{r}{\bigr ]}={\frac {(n)_{r}(pN)_{r}}{(N)_{r}}}}.

### Loi bêta-binomiale
Si une variable aléatoire X suit une loi bêta-binomiale de paramètres α, β et n, alors les moments factoriels de X sont donnés par
{\displaystyle \mathbb {E} {\bigl [}(X)_{r}{\bigr ]}={\frac {(n)_{r}(\alpha )_{r}}{(\alpha +\beta )_{r}}}}.

### Loi de Markov-Pólya
Si une variable aléatoire X suit une loi de Markov-Pólya de paramètres a, b, h et n, autrement dit, si
{\displaystyle \mathbb {P} (X=k)={\binom {n}{k}}{\frac {a(a+h)\dots (a+(k-1)h)b(b+h)\dots (b+(n-k-1)h)}{(a+b)(a+b+h)\dots (a+b+(n-1)h)}}~~~~~~\forall k=0,1,\dots n}
alors pour h non nul les moments factoriels de X sont donnés par
{\displaystyle \mathbb {E} {\bigl [}(X)_{r}{\bigr ]}={\frac {(n)_{r}(-a/h)_{r}}{(-(a+b)/h)_{r}}}={\frac {(n)_{r}(a/h)^{(r)}}{((a+b)/h)^{(r)}}}}
où {\displaystyle x^{(r)}} désigne la factorielle croissante.
Lorsque h est nul alors X suit une loi binomiale de paramètres n et p = a/(a+b).
De même lorsque h vaut –1 alors X suit une loi hypergéométrique de paramètres n, p = a/(a+b) et N = a+b.
Enfin lorsque h vaut 1 alors X suit une loi bêta-binomiale de paramètres α = a, β = b et n.

### Loi binomiale négative
Si une variable aléatoire X suit une loi binomiale négative de paramètres n et p, autrement dit, si
{\displaystyle \mathbb {P} (X=k)={\binom {n+k-1}{k}}p^{n}(1-p)^{k}~~~~~~\forall k=0,1,\dots }
alors les moments factoriels de X sont donnés par
{\displaystyle \mathbb {E} {\bigl [}(X)_{r}{\bigr ]}={\frac {(1-p)^{r}n^{(r)}}{p^{r}}}}
où {\displaystyle x^{(r)}} désigne la factorielle croissante.

## Lien avec d'autres quantités

### Moments
Le n-ième moment d'une variable aléatoire X existe et est fini si et seulement si son n-ième moment factoriel existe et est fini, de plus, le cas échéant, on a la relation suivante 
{\displaystyle \mathbb {E} {\bigl [}X^{n}{\bigr ]}=\sum _{r=0}^{n}S(n,r)\mathbb {E} [(X)_{r}]}
où S(n, r) désigne un nombre de Stirling de seconde espèce.

### Fonction génératrice des probabilités
Dans le cas d'une variable aléatoire X à valeurs entières positives, le r-ième moment factoriel d'une variable aléatoire X existe et est fini si et seulement si sa fonction génératrice des probabilités {\displaystyle G_{X}} admet une dérivée à gauche d'ordre r en 1, de plus, le cas échéant, on a la relation suivante
{\displaystyle \mathbb {E} {\bigl [}(X)_{r}{\bigr ]}=G_{X}^{(r)}(1)}.

### Fonction de masse
Dans le cas d'une variable aléatoire X à valeurs entières positives on peut naturellement relier le r-ième moment factoriel de X avec sa fonction de masse comme suit
{\displaystyle \mathbb {E} {\bigl [}(X)_{r}{\bigr ]}=\sum _{k=0}^{+\infty }{\frac {(r+k)!}{k!}}\mathbb {P} (X=r+k)}.
Il est possible d'inverser cette formule afin d'obtenir une expression de la fonction de masse en fonction des moments factoriels
{\displaystyle \mathbb {P} (X=k)=\sum _{\ell =0}^{+\infty }{\frac {(-1)^{\ell }}{k!\ell !}}\mathbb {E} {\bigl [}(X)_{k+\ell }{\bigr ]}}.

## Voir également
- Moment (mathématiques)
- Cumulant